# Karangsono (Bangsalsari)
Karangsono is een bestuurslaag in het regentschap Jember van de provincie Oost-Java, Indonesië. Karangsono telt 7305 inwoners (volkstelling 2010).